# Upper Dir
Der Distrikt Upper Dir (Urdu ضلع دیر بالا, paschtunisch بر دير ولسوالۍ) befindet sich in der pakistanischen Provinz Khyber Pakhtunkhwa. Er besteht seit 1996, als der ursprüngliche Distrikt Dir in die Distrikte Upper Dir und Lower Dir aufgeteilt wurde.
Anfang Juni 2011 griffen etwa 300 Kämpfer der Tehrik-i-Taliban Pakistan (TTP) in Upper Dir einen Grenzposten nach Afghanistan an. Bei dem 24-stündigen Gefecht kamen zwischen 24 und 50 Soldaten und 6 Zivilisten ums Leben.